# Tanja Dexters
Tanja Dexters, née le 6 février 1977 à Mol, a été miss Belgique en 1998. Elle est chanteuse, mannequin et présentatrice de télévision.

## Divers
- ¹ Une ex-Miss Belgique se moque de défunts et profane une tombe (7sur7, 4/11/16 - 17h38)
- ² Une ancienne miss Belgique fait scandale en profanant une tombe (Gala, vendredi 4 novembre 2016 à 18:20)
- En décembre 2021, le procureur du roi a demandé 8 mois de prison pour trafic de drogue [1], mais en janvier 2022, le juge du tribunal à Turnhout a condamné Dexters à 8 mois de prison avec sursis de 3 ans; [2] C'est à dire que Dexters ne devait pas aller au prison, si elle ne répète pas ses crimes avant janvier 2025.